# Рока Канавезе
Ро̀ка Канавѐзе (на италиански: Rocca Canavese; на пиемонтски: Roca, Рока) е село и община в Метрополен град Торино, регион Пиемонт, Северна Италия. Разположено е на 421 m надморска височина. Към 1 януари 2023 г. населението на общината е 1694 души, от които 120 са чужди граждани.

## География, административно деление и население
Селото е разположено в централно-северната част на Метрополен град Торино, близо до първите алпийски релефи, в устието на долината на потока Малоне – ляв приток на река По, в западната част на района на Канавезе. От южната му страна тече потокът Малоне, а на север хълмовете в подножието на планината Сапеня (Monte Sapegna) ограждат реалния му център в естествен басейн.
Територията, богата на гори за сеч и кестенови гори, има неправилен геометричен профил с доста подчертани височинни вариации, достигащи до 1352 м. надм. височина.
До него се стига през мореновите хълмове на Вауде след излизане от северния околовръстен път на Торино, когато насреща се появяват релефите на Горната долина на Малоне.
Заедно с Форно Канавезе, Левоне, Пратильоне и Ривара е част от Планинския съюз „Горно Канавезе“ (Unione Montana Alto Canavese).
Граничи със следните 7 общини: Левоне, Корио, Форно Канавезе, Барбания, Вауда Канавезе, Сан Карло Канавезе и Ноле. Отстои на 27 км от Торино и на 128 км от Милано.
Селото включва 82 подселища (на итал. frazioni) и множество разпръснати къщи по хълмовете и по пътищата, водещи към Левоне, Барбания, Корио и Чирие. Основните подселища са Ариет, Арсун, Авокат, Борньо, Бурета, Чамà, Ферандо, Джербидо), Мин, Мойе, Монсиньоре, Монтильо, Непоте, Перольо (Peroglio), Пиана, Пит, Ремондато, Рувера, Сан Роко, Труко, Валосера (Vallossera), Вауда ди Рока, Верна, Винарди.
Към 1 януари 2023 г. населението на общината е 1694 души, от които 120 чужди граждани, сред които преобладават тези на Румъния (50 души). Български граждани липсват.

## Топоним
Топонимът се появява през 1267 г. като La Rocha от латинското Rocca – стръмна скала; произлиза както от стръмната скала на замъка, така и от самия замък (Rocca, т.е. крепост), построен да доминира устието на потока Малоне към равнината Вауде.

## История
Преди XI век господарите на Рока са лангобардите, наследници на Аутари.
От XI век Рока е част от Маркграфство Ивреа и една от неговите бастиони: потокът Малоне е границата между маркграфството и Маркграфство Торино.
Впоследствие господарите на тези места са васали на първите графове Канавезе и техен кадетски клон.
По-късно над Рока властват графовете Биандрате, присъединили се чрез бракове към графовете Валперга.
Към средата на XII век територията на Канавезе е подложена на инвазията на Маркграфа на Монферат. Поради това Графовете Канавезе сключват съюз с господарите отвъд потоците Орко и Малоне и така се ражда Конфедерация De Canapicio. През 1252 г. тя се дели на два клона: Графове Валперга, обявили се за гибелини, съюзници на маркграфовете на Монферат и на графовете Биандрате (господари на Рока), и графове Сан Мартино – гвелфи и съюзници на графовете на Савоя и на принцовете на Ахая. Дългата война между тях приключва през 1294 г. с мирен договор. На 5 ноември 1295 г. Амадей Кавалиери получава в замяна на други феоди тези на Корио, Гросо и Рока.
През 1307 г. наследниците на Амадей даряват замъка на Рока на господаря на Пиемонт Филип I Савойски-Ахая и в замяна на това получават като феод териториите на Рока, Корио и Левоне, които управляват до 1309 г., когато поради спор Филип I щурмува замъка с оръжия и назначава Джорджо Прована за кастелан (собственик и пазител на замъка).
През 1552 г. замъкът отново е разрушен, този път от французите. През 1631 г. той е построен отново на място под първоначалния и по-късно преминава под властта на Савоя. През 18 век замъкът е окончателно разрушен и никога повече не е възстановен.

## Икономика
Икономиката се базира предимно на селското стопанство, което произвежда пшеница, царевица и плодове; практикува се и животновъдство, козевъдство и птицевъдство. Участието на индустрията е скромно: състои се от малки компании, работещи в хранителната, металургичната, механичната, строителната, дървообработващата и мебелната промишленост. Присъствието на третичния сектор също е скромно: не се предоставят по-квалифицирани услуги като банкиране, но дистрибуторската мрежа задоволява основните нужди на общността.

## Забележителности

### Военна архитектура

#### Руини на замъка
Построен е през XII век като защитен аванпост на долината на Корио. През 1390 г. е частично разрушен от Филип I Савойски-Ахая. Едва в средата на XV век Маркграфът на Монферат нарежда да се построят разрушените укрепления. Руините на древния замък с пет кули, насочени нагоре, и с внушителни арки, покрити с бръшлян, са видими на ул. Кастело (via Castello).

### Религиозна архитектура

#### Енорийска църква „Успение Богородично“
Строежът на енорийската църква (Parrocchiale di Santa Maria Assunta) започва през 1771 г. и завършва през 1801 г, като първоначално се използва материал от разрушения замък. Отвън има пет ниши: в средната има статуя на Успение Богородично, а отстрани – тези на четири светци. Църквата е трикорабна и под купола ѝ се намира главният олтар. В нея се намира историческият орган Веджеци-Боси (Vegezzi-Bossi) от 1913 г. с два мануала и около двадесет регистъра.

#### Параклис на Братството на Светия кръст
Параклисът (Cappella della Confraternita di Santa Croce) има важна културно-историческа стойност поради цикъла интериорни късноготически стенописи от неизвестен автор. Древният параклис, посветен на Св. Йоан Кръстител, е от XI - XII век, когато е построен като ораторий, свързан с близкия замък. На пода все още е видим надгробният камък, който е давал достъп до криптата, където са били погребвани местните феодали. Към средата на XV век, със съгласието на тогавашния феодал Гвидо Алдобрандини Биандрате ди Сан Джорджо, корабът на църквата е разширен и тя става енорийска. С военните събития от 1621 г. параклисът претърпява значителни щети. С изграждането на новата енорийска църква (завършена през 1801 г.) той е изоставен. На 22 октомври 2011 г. е открита реставрираната му постройка, дом на изложби и други културни дейности.

Късноготически и други стенописиː от особен интерес са стенописите на платната на купола: четирите сцени са отделени една от друга с ребра, които се разклоняват от центъра и минават по заострените сводове на свода, украсени с ангели, билки и цветя, съставляващи арабески в късноломбардски готически стил. Всяка от четирите сцени с гранатови, сини и светлозелени фонове изобразява 4-те евангелисти или 4-те отци на църквата по двойки: Св. Марк със Св. Йероним, Св. Лука със Св. Григорий Велики; Св. Йоан Богослов със Св. Августин; Св. Матей със Св. Амвросий. Евангелистите са изобразени, докато работят на писалищата си, докато Отците на църквата, облечени в богати дрехи, са седнали на елегантни престоли с високи гърбове. Ведрите сцени образуват нещо като средновековен scriptorium, поставен обаче не вътре в стените на абатство, а на открито, на тревни площи, украсени с цъфтящи храсти.
От 15 век е цикълът стенописи, украсяващи свода, задната стена на презвитериума и част от страничните стени на наоса. На задната стена на презвитериума е изобразен Бог Отец, простиращ ръцете си към намиращата се под него сцена на Оплакването на мъртвия Христос. На лявата му стена се намира фигурата на Богородица, увита в голяма черна мантия, и скованото тяло на Христос: това предполага намесата на художник с вероятно провансалски произход. По-нависоко, на лявата стена на кораба, е изобразена Мадоната на състраданието, която защитава под мантията си членовете на Братството на дисциплинираните на Св. Йоан Кръстител, облечени в бяло расо с качулка. На дясната стена, все още отстрани, е изобразена Мадона на млякото, заобиколена от ангели музиканти, поставена в архитектурна структура, която, предвид правилното използване на перспективата и неясните препратки към изкуството на Джовани Мартино Спанцоти, говори за датировка от 16 век. В центъра на свода, под ребрата, е разпознаваема монограмата на Свети Бернардин.

#### Църква „Св. Алексей“
Църквата (Chiesa di Sant'Alessio) до 1771 г. е енорийска, а след това е параклис на сегашното гробище, разположен на хълм с изглед към Рока Канавезе. Църквата е напълно преустроена и почти няма следи от оригиналната ѝ романска структура с изключение на камбанарията от 11 век в пиемонтски романски стил, все още оригинален в каменната си структура; тя е с висящи арки и с прозорци с две арки, поддържани от малки колони с почти трапецовидни капители.

#### Параклис на Снежната Мадона
На планината Сапеня (Monte Sapegna) през 1673 г., след чумна епидемия, е построена бяла църква, посветена на Снежната Мадона (Cappella della Madonna della Neve) , собственост на общините Рока, Левоне и Форно Канавезе. В първия вторник на август хората от трите села се събират, за да почетат Девата и да празнуват заедно.

## Събития
- Панаир на подправките (Erbe in fiore) – 1 май
- Патронен празник на Успение Богородично (Festa patronale dell'Assunta) – 15 август
- Панаир на пълнените праскови (Sagra pesca ripiena) – през август, в подселище Вауда
- Castrum Roccae A.D. 1000 – историческа възстановка, през септември
- Да вкусим Рока (Gustiamoci Rocca) – гастрономическа разходка, организирана от Pro Loco, през септември
- Есенен панаир (Fiera d'Autunno) – през октомври

## Образование
- Една държавна детска градина
- Едно държавно начално училище (от 1-ви до 5-и клас вкл.)
- Едно държавно средно училище от първа степен (от 6-и до 8-и клас вкл.)
- Училищата от втора степен (от 9-и до 11-и или 12 клас вкл.) са в Чирие и Ланцо Торинезе

## Култура
- Градска библиотека „Бернардо Англезио“ (Via Vanchiglia, 35)

### Религиозни центрове
- Католическа енорийска църква „Успение Богородично“ (Chiesa dell'Assunzione di Maria Vergine)
- Католически параклис на Братството на Светия Кръст (Cappella della Confraternita di Santa Croce)
- Католически паркалис на Снежната Мадона (Cappella della Madonna della Neve)
- Католически параклис „Св. Яков“ (Cappella di San Giacomo)
- Католическа църква „Св. Алексей“ / „Рождение Богородично“ (Chiesa della Natività di Maria vergine o di Sant'Alessio)
- Католически параклис „Св. Св. Петър и Павел“ (Cappella dei Santi Pietro e Paolo)
- Католически параклис „Св. Себастиян“ (Cappella di San Sebastiano)
- Католически параклис „Св. Грат“ (Cappella di San Grato) – в подселище Ремондато
- Католически параклис „Св. Йоан Кръстител“ (Cappella di San Giovanni Battista) – в подселище Валосера
- Католически параклис „Св. абат Антоний“ (Cappella di Sant'Antonio Abate) – в подселище Верна
- Католически параклис „Св. Лудвиг“ (Cappella di San Luigi) – в подселище Вауда
- Католически параклис на Благовещение (Cappella della Annunziata) – в подселище Монтильо

## Гастрономия
- Ancioe e Tumin al Vèrd – филенца от аншоа или прясно сирене с магданоз и чесън
- Баня Кауда (Bagna Càuda) - сос на основата на обезсолена и обезкостена аншоа и чесън, които се готвят бавно в зехтин; в него се потапят различни видове сезонни зеленчуци: печен лук, сурови или печени чушки, листа от сурово зеле, карфиол, цвекло, задушени картофи, репички, ряпа и др.
- Брускет (Bruschet) – крем със сметана и киселец
- Джардиниера (Giardiniera) – туршия
- Пези Пин (Pèsi Pin) – праскови, пълнени с шоколад и ореховки, приготвени на фурна
- Песто от Рока (Pesto Rocchese) – пресни сезонни зеленчуци, нарязани и консервирани в сол, използвани за запръжки
- Супа Д Кой (Supa' 'D Coi) – супа от зеле, хляб и наденица
- Тофея (Tofeja) – фасул и свинска кожа, приготвени на дървена фурна в теракотени съдове[19]

## Спорт
- Делтапланеризъм (Parapendio Rocca Canavese[20])
- Асоциация за риболов (Associazione Gruppo Pescatori)
- Национална асоциация на алпийските войски (Associazione Nazionale Alpini)
- Спортна асоциация „Изоетес“ (Associazione Sportiva Isoetes[21])
- Дружество за аматьорски футбол (Polisportiva Rocchese[22])

## Транспорт
- Летище Милано Малпенса за международни и междуконтинентални полети е на 126 км, а летище Торино Казеле за вътрешни и международни полети – на 18 км
- Междуградски автобуси: GTT Линия 3092 Торино – Форно Канавезе
- Най-близка ЖП линия – в Мати, на 10 км, на линията Торино – Черес
- Автомагистрала A5 Торино-Аоста-Монблан/Монте Бианко
- Междуградски пътища: SS n.460 на Черезоле, на 18 км
- Пристанище: в Савона, на 185 км

## Известни личности

### Родени в Рока Канавезе
- Доменико Переро (* 14 януари 1820, † 20 октомври 1899 в Лузерна Сан Джовани) – италиански учен и историк, автор на изследвания върху Рисорджименто и върху различни членове на Савойския дом
- Анджело Балбиани (* 4 април 1890, † ?) – италиански футболист, нападател, първи футболист с фланелка на Интер и на Ювентус
- Еджидио Пикиотино (* 2 януари 1903, † 12 декември 1981 пак там) – италиански колоездач, професионалист от 1925 до 1929 г.
- Едоардо Молинар (* 31 август 1907, † 22 септември 1994 пак там) – италиански колоездач, професионалист от 1931 до 1939 г., първи италиански колоездач, спечелил етап от Vuelta a España.
- Джорджо Ардисон (* 31 декември 1931, † 11 декември 2014 в Черветери) – италиански актьор, известнен по света като Джордж Ардисън

### Починали в Рока Канавезе
- Еджидио Пикиотино (2 януари 1903, † 12 декември 1981 пак там) – вж. по-горе
- Едоардо Молинар ( 31 август 1907, † 22 септември 1994 пак там) – вж. по-горе
- Бенито Атцей (1 март 1934 Гонострамаца, † 8 октомври 1982) – италиански карабинер, убит по време на въоръжен конфликт с активисти на Potere Rosso – израз на Червените бригади – Партия „Гражданска война“ (Brigate Rosse-Partito Guerriglia)
- Джорджо Англезио (13 април 1922 в Торино, † 24 юли 2007) – италиански фехтовач, носител на златен медал на Летните олимпийските игри в Мелбърн (Австралия) през 1956 г. в отбор с Франко Бертинети, Джузепе Делфино, Едоардо Манджароти, Карло Павези и Алберто Пелегрино.